# Planococcus mali
Planococcus mali är en insektsart som beskrevs av Ezzat och Mcconnell 1956. Planococcus mali ingår i släktet Planococcus och familjen ullsköldlöss. Inga underarter finns listade i Catalogue of Life.